# Roj Aleksandrovič Medvedev
Roj Aleksandrovič Medvedev (in russo Рой Александрович Медведев?, traslitterazione anglosassone Roy Aleksandrovich Medvedev) (Tbilisi, 14 novembre 1925) è uno storico e politologo russo, esponente della dissidenza in Unione Sovietica.

## Biografia
Roj Medvedev è figlio di Aleksandr Romanovič Medvedev, professore dell'Accademia Militare Sovietica, e ha un fratello gemello, il biologo Žores Medvedev. Suo padre fu arrestato nel 1937 durante le purghe staliniste, morendo in un campo di lavoro nel 1941. Laureatosi all'Università di Leningrado, aderì nel 1956 al Partito Comunista dell'Unione Sovietica e iniziò la carriera di docente. La formazione di Medvedev è marxista, e da queste posizioni partì per sviluppare, a partire dalla metà degli anni sessanta, una critica di tutto il sistema stalinista, inserendosi nella corrente del samizdat. Nel 1969 fu espulso dal Partito Comunista dell'Unione Sovietica, perché con le sue pubblicazioni criticava Stalin in un periodo in cui il dittatore era stato parzialmente riabilitato dalla propaganda ufficiale e da Leonid Il'ič Brežnev.
Nel 1970, assieme ad Andrej Sacharov e altri, sostenne pubblicamente la necessità di una riforma del sistema sovietico e di un ritorno alla democrazia socialista e ai valori del leninismo. In questi anni, Roj Medvedev fu sottoposto a costanti attenzioni e controlli da parte del KGB, anche se concretamente non venne mai arrestato. Nei suoi scritti di questi anni approfondisce la critica dello stalinismo e sviluppa un'analisi originale sulla storia della Rivoluzione d'ottobre, in testi come La Rivoluzione d'Ottobre era ineluttabile? e Lo stalinismo. Con questi testi Medvedev si ricollega in qualche modo al "dissenso di sinistra", ponendosi all'interno di un dibattito fra intellettuali che vogliono modificare lo Stato sovietico in senso democratico socialista. Nei suoi testi, Medvedev si richiama molto spesso a Lenin e alla sua concezione di democrazia socialista, individuando nella morte di Lenin un momento di cesura, attraverso il quale passa la vera e propria "presa del potere" da parte della casta burocratica e da Iosif Stalin, che la rappresenta.

### Medvedev e l'epoca di Chruščëv
L'opera e l'analisi di Medvedev si sviluppano mentre a capo dell'Urss si trova Leonid Il'ič Brežnev. Nei testi di Medvedev si trovano frequenti richiami all'epoca del disgelo e a Nikita Sergeevič Chruščëv, la cui operazione di denuncia dei peggiori crimini dello stalinismo viene evidenziata in una specifica biografia dello statista, anche se altrove, in coerenza con le posizioni espresse in più sedi, Medvedev sostiene che "Chruščëv e i suoi erano sicuri di riuscire a mantenere le critiche allo stalinismo entro i limiti che a loro facevano più comodo. Ma quando videro che queste si spingevano troppo lontano e toccavano problemi troppo profondi della stessa struttura del potere, cercarono essi stessi di smorzarle".

### La perestrojka e la Russia postsovietica
Verso la fine degli anni '80 Roj Medvedev si riavvicina alla politica ufficiale, e nel 1989 viene reintegrato nel Partito Comunista dell'Unione Sovietica, diventando un convinto sostenitore dell'opera di riforma di Michail Gorbačëv.
Nel 2007 Medvedev espresse parole di apprezzamento per la figura di Vladimir Putin.

## Opere
- Riabilitare Stalin? un nuovo e aggiornato "rapporto segreto", Introduzione di Renato Nicolai, Tindalo, 1970.
- Lo stalinismo: origini, storia, conseguenze (Let History Judge. The Origins and Consequences of Stalinism, 1971), traduzione di Raffaello Uboldi, A cura di David Joravsky e Georges Haupt, Prefazione di Georges Haupt, Milano, Arnoldo Mondadori Editore, 1972.
- La rivoluzione d'ottobre era ineluttabile?, Biblioteca di Storia, Roma, Editori Riuniti, 1976. -Res Gestae, 2017, ISBN 978-88-669-7197-9.
- Intervista sul dissenso in Urss, a cura di Piero Ostellino, Collana Saggi tascabili, Bari, Laterza, 1977.
- La democrazia socialista, Prefazione dell'Autore all'edizione italiana, Collana Saggi, Firenze, Vallecchi, 1977.
- Roy e Žores Medvedev, Krusciov. Gli anni del potere, Collana Saggi n.85, Milano, Mondadori, 1977.
- AA.VV., Il secondo volume di Arcipelago Gulag di Solzenicyn, in Dissenso e Socialismo. Una voce marxista del Samizdat sovietico, Collana Nuovo Politecnico n.93, Torino, Einaudi, 1977.
- Gli ultimi anni di Bucharin, Biblioteca di Storia, Roma, Editori Riuniti, 1979.
- Stalin sconosciuto, Roma, Editori Riuniti, 1980.
- Ascesa e caduta di Nikita Khruščëv, traduzione di R. Toscano, Collana Biografie, Roma, Editori Riuniti, 1982. - Nikita Chruscev. Ascesa e caduta. Da Stalingrado al XX Congresso. Dall'invasione dell'Ungheria alla destituzione, Collana Il milione, Editori Riuniti, 2006, ISBN 978-88-359-5782-9.
- Tutti gli uomini di Stalin, traduzione di D. Panzieri e C. Oliva, Collana Politica e società, Roma, Editori Riuniti, 1985.
- R. Medvedev-Giulietto Chiesa, L'URSS che cambia, Collana Politica e società, Roma, Editori Riuniti, 1987, ISBN 978-88-359-3058-7.
- La Russia della Perestrojka. Saggi scelti 1984-1987, Prefazione di Giulietto Chiesa, Firenze, Sansoni, 1988, ISBN 978-88-383-0902-1.
- La Russia post-sovietica. Un viaggio nell'èra Eltsin, traduzione di G. Mainardi, Collana Gli struzzi, Torino, Einaudi, 2002, ISBN 978-88-061-6078-4.
- Stalin sconosciuto. Alla luce degli archivi segreti sovietici, traduzione di B. Amato, Collana Serie bianca, Milano, Feltrinelli, 2006, ISBN 978-88-071-7120-8.
- Dopo la rivoluzione. La primavera 1918, Pgreco, 2017, ISBN 978-88-680-2193-1.